# Simon Deli
Simon Deli (Abidjan, 27 oktober 1991) is een Ivoriaans voetballer, die doorgaans speelt als centrale verdediger. Deli werd in juli 2019 door Club Brugge overgenomen van Slavia Praag.

## Clubcarrière
Deli doorliep de jeugdreeksen van Africa Sports National. In juli 2012 maakte hij de overstap naar Sparta Praag maar speelde nooit voor het eerste elftal. Hij werd uitgeleend aan SK Dynamo České Budějovice en 1. FK Příbram. Bij de laatstgenoemde ploeg maakte hij zijn debuut in de hoogste Tsjechische reeks. Op 4 oktober 2014 kwam hij 18 minuten voor tijd Martin Krames vervangen in de met 1–0 gewonnen wedstrijd tegen FC Hradec Králové. Halfweg het seizoen werd hij overgenomen door Slavia Praag. In juli 2019 tekende Deli een contract voor 3 seizoenen bij Club Brugge.

## Clubstatistieken
| Seizoen | Club                         | Competitie      | Competitie | Competitie | Beker | Beker | Internationaal | Internationaal | Totaal | Totaal |
| Seizoen | Club                         | Competitie      | Wed.       | Dlp.       | Wed.  | Dlp.  | Wed.           | Dlp.           | Wed.   | Dlp.   |
| ------- | ---------------------------- | --------------- | ---------- | ---------- | ----- | ----- | -------------- | -------------- | ------ | ------ |
| 2013/14 | → SK Dynamo České Budějovice | FNL             | 24         | 1          | 1     | 0     | —              | —              | 25     | 1      |
| 2014/15 | → 1. FK Příbram              | Fortuna liga    | 7          | 0          | 0     | 0     | —              | —              | 7      | 0      |
| 2014/15 | Slavia Praag                 | Fortuna liga    | 13         | 0          | 0     | 0     | —              | —              | 13     | 0      |
| 2015/16 | Slavia Praag                 | Fortuna liga    | 28         | 1          | 2     | 0     | —              | —              | 30     | 1      |
| 2016/17 | Slavia Praag                 | Fortuna liga    | 25         | 1          | 1     | 0     | 5              | 2              | 31     | 3      |
| 2017/18 | Slavia Praag                 | Fortuna liga    | 10         | 1          | 1     | 1     | 7              | 0              | 18     | 1      |
| 2018/19 | Slavia Praag                 | Fortuna liga    | 21         | 0          | 4     | 0     | 11             | 0              | 36     | 0      |
| 2019/20 | Club Brugge                  | Eerste klasse A | 26         | 2          | 5     | 0     | 12             | 1              | 43     | 3      |
| 2020/21 | Club Brugge                  | Eerste klasse A | 13         | 1          | 0     | 0     | 4              | 0              | 17     | 1      |
| 2020/21 | → Slavia Praag               | Fortuna liga    | 11         | 0          | 3     | 0     | 1              | 0              | 15     | 0      |
| Totaal  | Totaal                       | Totaal          | 177        | 7          | 16    | 0     | 40             | 3              | 232    | 9      |

## Interlandcarrière
Op 14 juni 2015 maakte Deli zijn debuut bij het nationaal voetbalelftal. In de oefeninterland tegen Gabon speelde Deli de volledige wedstrijd die uiteindelijk eindigde op 0–0.

## Erelijst
| Competitie             |              |                           |              |              |              |
| Competitie             | Aantal       | Jaren                     |              |              |              |
| Slavia Praag           | Slavia Praag | Slavia Praag              | Slavia Praag | Slavia Praag | Slavia Praag |
| ---------------------- | ------------ | ------------------------- | ------------ | ------------ | ------------ |
| Landskampioen Tsjechië | 3×           | 2016/17, 2018/19, 2020/21 |              |              |              |
| Beker van Tsjechië     | 3×           | 2017/18, 2018/19, 2020/21 |              |              |              |
| Club Brugge            |              |                           |              |              |              |
| Landskampioen België   | 1×           | 2019/20                   |              |              |              |